# والاس أوليفييرا دوس سانتوس
والاس أولفييرا دوس سانتوس (بالبرتغالية: Wallace Oliveira dos Santos‏) وهو لاعب كرة قدم برازيلي ولد في 1 مايو 1994 في مدينة ريو دي جانيرو في البرازيل يلعب حاليا مع إنتر ميلان وهو معار من تشيلسي كما سبق له اللعب مع فلومينينسي في البرازيل يبلغ طول الللاعب 175 سم ويلعب في مركز ظهير أيمن.

## روابط خارجية
- والاس أوليفييرا دوس سانتوس على موقع الاتحاد الدولي (مؤرشف)  (الإنجليزية)
- والاس أوليفييرا دوس سانتوس على موقع قاعدة بيانات كرة القدم.إي يو (الإنجليزية)
- والاس أوليفييرا دوس سانتوس على موقع Soccerbase.com (لاعب) (الإنجليزية)
- والاس أوليفييرا دوس سانتوس على موقع Soccerway.com (الإنجليزية)
- والاس أوليفييرا دوس سانتوس على موقع عالم كرة القدم.نت (الإنجليزية)
- والاس أوليفييرا دوس سانتوس على موقع AS.com (الإسبانية)